# Ян Потоцький (староста генеральний)
Ян Потоцький гербу Пилява (бл.1551/1552/1555 — квітень 1611/25 квітня 1611) — польський шляхтич, військовик, урядник, державний діяч Речі Посполитої. Староста генеральний подільський.

## Життєпис
Народився в сім'ї ротмістра королівського Миколая Потоцького та його дружини Анни Черміньської (1525-1579).
Найстарший з братів Анджея (Єнджея) (бл.1553-1609), Якуба (1554-1613), Миколая та Стефана (1568-1631) Потоцьких.
Брав участь: як ротмістр гусарів — у битві поблизу Невеля під командуванням Костянтина Василя Острозького у Польсько-московській війні 1577-1582 років; на стороні короля Стефана Баторія у війні з Ґданьськом в складі козацької роти на чолі з брацлавським старостою Єжи Струсем. Правдоподібно, брав участь у битві з татарами під Баворовом 1589 р. Восени 1589 р. перебував на Поділлі, звідки був послом від війська до Яна Замойського. 8 лютого 1590 р. брав участь у Галицькому передсеймовому сеймику як посол від Коломийського повіту.
1591 року від коронного піданцлера отримав незаконне розпорядження виплатити кошти реєстровим козакам з місцевої кварти в Раві-Руській.
Був управним військовим, неодноразово відзначився в битвах з татарами та московитами. Король Стефан Баторій надав звання полковника. Каспер Несецький SJ пише, що його називали найкращим військовим Речі Посполитої тих часів. Ян Замойський під час своїх походів завжди хотів бачити Яна Потоцького в своїх лавах. За ці заслуги 1592 р. призначений старостою генеральним подільським. 1594 р. призначений писарем польним коронним. Також був старостою летичівським (дата невідома). Серпень 1595 р. — командир полку під проводом Яна Замойського в поході до Молдавії проти Стефана VIII Розвана; брав участь в битві під Сучавою 12 грудня 1595 р. Залишився в Молдавії на чолі довірених йому Яном Замойським хоругов коронних (також і брат Стефан) при новому господарі Єремії Могили до весни 1596 р. для мілітарного зміцнення. Був одним з керівників придушення повстання Северина Наливайка. Наказав посадити на палю молдавського воєводу Штефана VIII Развана. За даними Каспера Несецького SJ, стратив господаря Михая Хороброго за наказом Яна Замойського.
Під час повстання Зебжидовського став на сторону короля Сиґізмунда III Вази. Брав участь у битві під Ґузовом 5 липня 1607 р. керував приватними корогвами прихильників короля (братів Якуба, Анджея, Миколая Струся, Валентія Каменецького, Станіслава Ґольського, розташовувалися по центру), в якій були розбиті загони повстанців, за це 1608 р. отримує посаду воєводи брацлавського. Кінець 1607 р. — за дозволом короля, керував військовою кампанією в Молдавії разом з братами Якубом, Анджеєм, Стефаном — зятем господаря Молдавії Єремії Могилі, наслідком якої було повалення з трону Михайла Могили 19 грудня 1607 р. та сходження на нього Костянтина Могили.. В наступні роки неодноразово брав участь в різних військових операціях Речі Посполитої, в тому числі і в облозі Смоленська.
Перебудував на кам'яний Летичівський замок. Як і брати, був кальвіністом. Підтримував закладений за батька кальвінський збір у Кам'янці. В часи релігійного переслідування в Західній Європі частина протестантів осідала на території Речі Посполитої, зокрема у Панівцях — власності генерального старости,— який наприкінці XVI ст. розбудував тут замок. На території замку діяли навчальний заклад (школа, або колегія, заснована близько 1595 р.), кальвінські друкарня та збір (кірха). Згаданий у джерелах також як кам'янецький староста.
Фундатор костелу святого Станіслава у Старому замку Кам'янця-Подільського.
Загинув під час облоги Смоленська в 1611 р., тіло до Панівців з Смоленська привіз брат Стефан. Був похований у крипті на території замку.

## Сім'я
Був одружений з Ельжбетою Каменецькою (шлюб до 1593 р.; дочка Станіслава (або ротмістра Яна)[джерело?]; вдова ротмістра Мацея Влодека), правнучка Миколая Каменецького, католичка, підкоморянка руська).
Діти:
- Ян
- Миколай, обидва навчалися разом з Анджеєм Добжанським у Гайдельберзькому університеті[16].